# Libanesischer Elite Cup
Der Libanesische Elite Cup (arabisch كأس النخبة اللبناني) war ein zwischen 1996 und 2022 jährlich ausgetragener Fußball-Pokalwettbewerb für libanesische Vereinsmannschaften. Jedes Jahr spielten sechs Mannschaften um den Titel. Aufgrund des Libanonkrieges 2006 fand der Elite Cup 2006 und 2007 nicht statt. Rekordsieger ist Nejmeh Club mit 11 Titeln.

## Modus
Es nehmen die vier bestplatzierten Mannschaften der Libanesischen Premier League und die beiden Pokalfinalisten der abgelaufenen Saison teil. Landen die Pokalfinalisten unter den Top 4 in der Liga, übernehmen der Fünfte und Sechste der Liga deren Startplätze.
Diese sechs Mannschaften treten in zwei Gruppen mit je drei Teams an. Jede Mannschaft absolviert zwei Spiele, da innerhalb einer Gruppe jede Mannschaft einmal gegen jede spielt. Die zweite Runde ist das Halbfinale, für das sich die Gruppenersten und -zweiten aus beiden Gruppen qualifizieren. Der Gruppensieger spielt gegen den Gruppenzweiten der anderen Gruppe.

## Die Endspiele im Überblick
| Jahr | Sieger           | Ergebnis                         | Finalist              |                  |
| ---- | ---------------- | -------------------------------- | --------------------- | ---------------- |
| 1996 | Nejmeh Club      | 1:0 (0:0)                        | al-Ansar              |                  |
| 1997 | al-Ansar         | 2:0                              | Nejmeh Club           |                  |
| 1998 | Nejmeh Club      | 2:1                              | al-Ansar              |                  |
| 1999 | Homenmen Beirut  | 2:1 (0:0)                        | Shabab al-Sahel       |                  |
| 2000 | al-Ansar         | 1:0 (1:0)                        | Tadamon Sur Club      |                  |
| 2001 | Nejmeh Club      | 4:4 n. V. (3:3, 2:0) (5:3 i. E.) | Tadamon Sur Club      |                  |
| 2002 | Nejmeh Club      | 1:1 n. V. (1:1, 1:1) (4:3 i. E.) | al Ahed               |                  |
| 2003 | Nejmeh Club      | 2:1 (1:1)                        | al Ahed               |                  |
| 2004 | Nejmeh Club      | 1:1 n. V. (1:1, 1:1) (6:5 i. E.) | al Ahed               |                  |
| 2005 | Nejmeh Club      | 3:0 (1:0)                        | al-Ansar              |                  |
| 2006 | keine Austragung | keine Austragung                 | keine Austragung      | keine Austragung |
| 2007 | keine Austragung | keine Austragung                 | keine Austragung      | keine Austragung |
| 2008 | al Ahed          | 3:1 (2:0)                        | al-Ansar              |                  |
| 2009 | Safa SC Beirut   | 2:1 (0:0)                        | Al Ahed               |                  |
| 2010 | al Ahed          | 0:0 n. V. (4:3 i. E.)            | al-Ansar              |                  |
| 2011 | al Ahed          | 4:2 (1:0)                        | Safa SC Beirut        |                  |
| 2012 | Safa SC Beirut   | 2:0 n. V.                        | Al Ahed               |                  |
| 2013 | Al Ahed          | 2:0                              | Nejmeh Club           |                  |
| 2014 | Nejmeh Club      | 3:1                              | Safa SC Beirut        |                  |
| 2015 | Al Ahed          | 1:0 n. V.                        | Safa SC Beirut        |                  |
| 2016 | Nejmeh Club      | 1:0 n. V.                        | al-Ansar              |                  |
| 2017 | Nejmeh Club      | 2:2 (1:1) (6:5 i. E.)            | Al Ahed               |                  |
| 2018 | Nejmeh Club      | 1:0 (1:0)                        | Al-Akhaa al-Ahli Aley |                  |
| 2019 |                  |                                  |                       |                  |
| 2020 | keine Austragung | keine Austragung                 | keine Austragung      | keine Austragung |
| 2021 |                  |                                  |                       |                  |
| 2022 |                  |                                  |                       |                  |

## Pokalsieger & Finalisten
| Rang | Verein                | Finalt. | Siege | Jahr                                                             |
| ---- | --------------------- | ------- | ----- | ---------------------------------------------------------------- |
| 1    | Nejmeh Club           | 13      | 11    | 1996, 1998, 2001, 2002, 2003, 2004, 2005, 2014, 2016, 2017, 2018 |
| 2    | al Ahed               | 11      | 5     | 2008, 2010, 2011, 2013, 2015                                     |
| 3    | al-Ansar              | 8       | 2     | 1997, 2000                                                       |
| 4    | Safa SC Beirut        | 5       | 2     | 2009, 2012                                                       |
| 5    | Homenmen Beirut       | 1       | 1     | 1999                                                             |
| 6    | Tadamon Sur Club      | 2       | 0     | -                                                                |
| 7    | Shabab al-Sahel       | 1       | 0     | -                                                                |
| 0    | Al-Akhaa al-Ahli Aley | 1       | 0     | -                                                                |